# Supercela

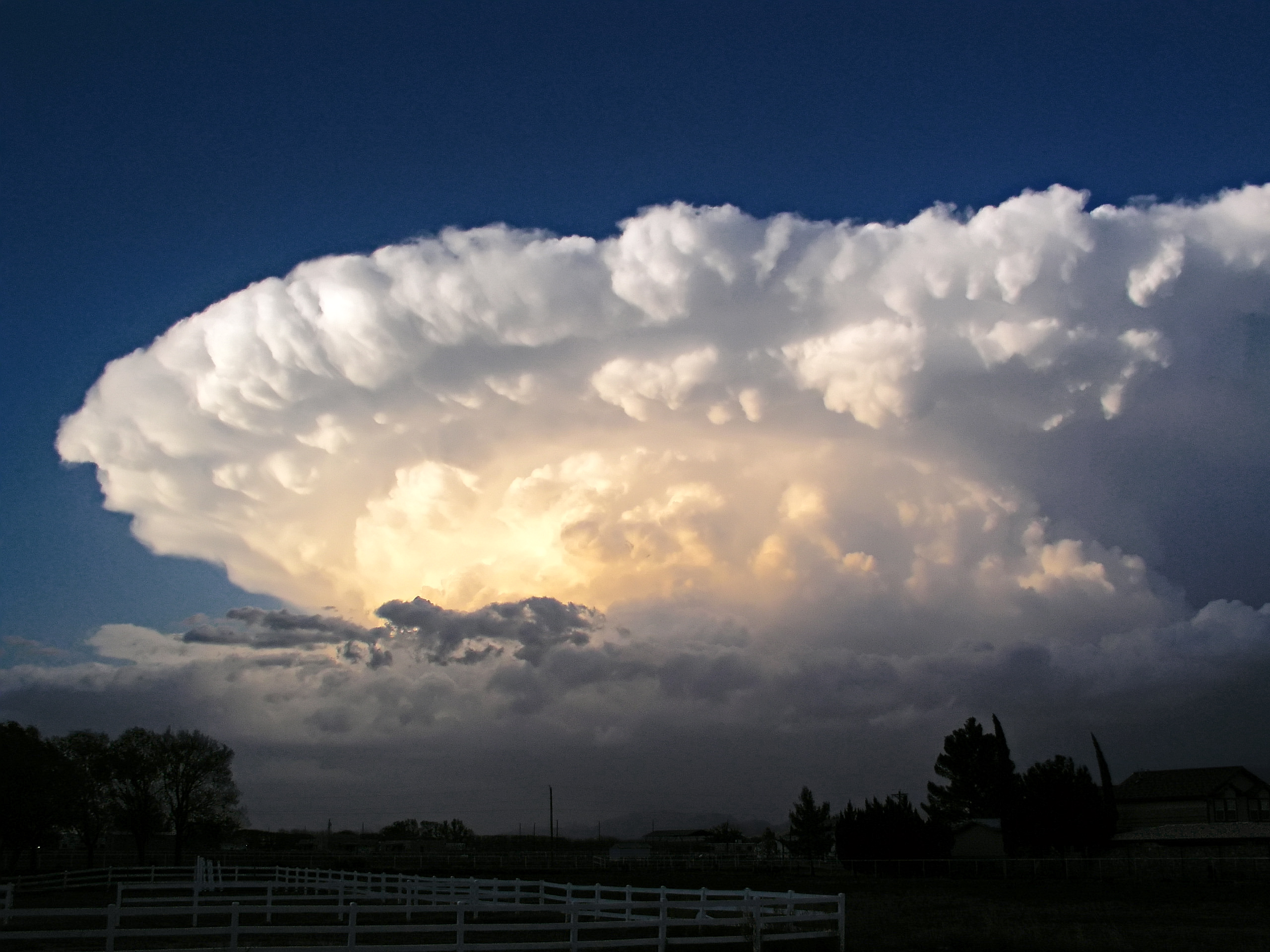
Supercela

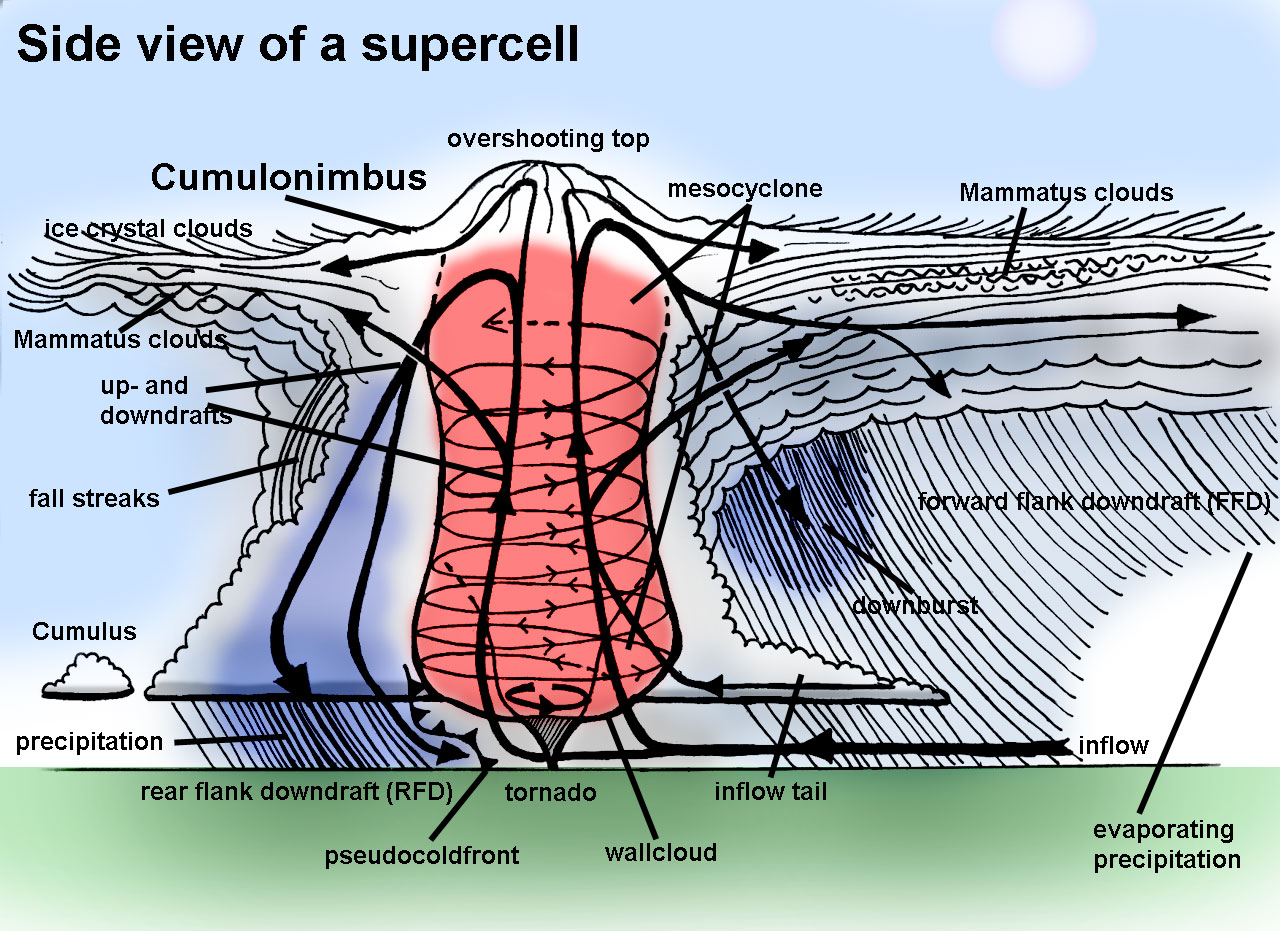
Schematický řez supercelou

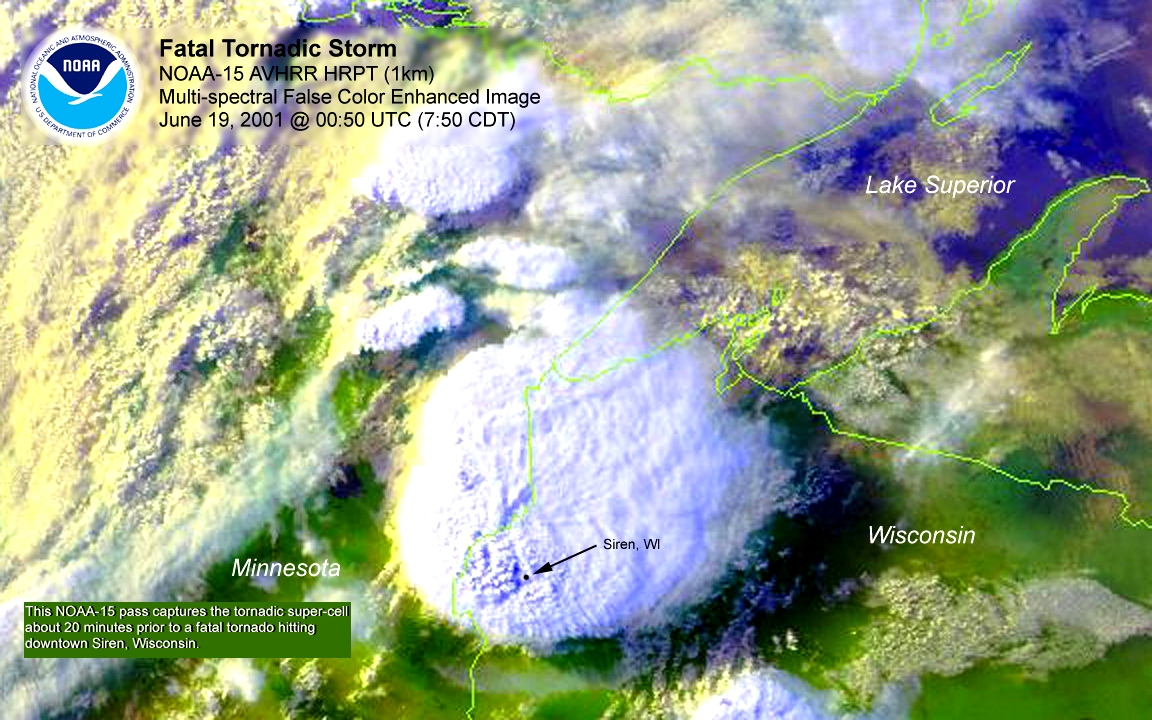
Satelitní pohled na supercelu poblíž města Siren, Wisconsin, USA (barevně upraveno)

Řez supercelou při zemském povrchu. RFD a FFD – oblasti sestupných proudů v zadní a přední části bouře; U – oblast výstupných proudů; I – rozhraní mezi proudy; šedě – radarové echo: H – hákové echo (charakteristické právě pro supercelární bouře), V – echo se slabší odrazivostí tvaru V

Supercela (anglicky supercell) či supercelární bouře je typ konvektivní bouře tvořená jednou dominantní mohutnou konvektivní buňkou, na rozdíl od některých zjednodušujících definicí ale ve skutečnosti nejde o jedinou stabilně přetrvávající buňku. Část bouře rotuje kolem své vertikální osy, zejména v oblasti silného vzestupného proudu. Tato rotující oblast v bouřkové buňce se označuje jako tzv. mezocyklóna a dosahuje průměru v řádu jednotek km. Právě v souvislosti s výskytem supercel dochází ke vzniku nejničivějších tornád na americkém středozápadě. Supercely bývají často doprovázeny intenzivními elektrickými výboji blesků a prudkým, přívalovým deštěm ale zejména krupobitím, jež bývá nezřídkakdy silné (tj. s průměrem krup nad 2 cm), v některých případech se objevují i obří kroupy (tj. s průměrem nad 5 cm).

## Vznik supercely
Vznik supercely je podmíněn, stejně jako ostatní druhy konvektivních bouří, nestabilitou (labilitou) vzduchové hmoty, při které může docházet ke konvekci. Navíc je zde ale nutné charakteristické výškové rozložení směru a rychlosti větru. Ten s výškou rychle zesiluje a stáčí se ve směru hodinových ručiček. Tak se vytváří nejen silný vertikální střih větru (rozdíl vektorů proudění v různých hladinách), ale i tzv. helicita, jež přispívá k rotaci vznikajících výstupných proudů. Za vhodných podmínek se tedy vytvoří v bouři rotující výstupný proud tzv. mezocyklona. Jak bouře stárne, součástí mezocyklony se zejména v její týlové části stává i část sestupných proudů. Supercely jsou v Česku méně časté než např. na jihu USA, ale i zde se vyskytují. Hlavním důvodem jejich menší četnosti je fakt, že dostatečný střih větru a helicita se ve střední Evropě vyskytují hlavně v zimním půlroce, zatímco instabilita v letním. V létě je tak převážná většina bouřkových situací v podmínkách bez výrazného střihu větru, tak jako je tomu např. v převážné části tropického pásma. I přesto, ale v rámci zvlněných studených front a nebo mladých cyklon tvořících se na frontálních vlnách, kde helicita a střih větru obecně zesilují, mohou vznikat podmínky vhodné pro vznik supercel.

## Druhy (spektrum) supercel
Podle jednoho z možných dělení supercel je lze rozdělit na 3 základní podkategorie, které se liší intenzitou srážkové činnosti a rozložením srážek vůči výstupnému proudu bouře:
- LP supercela (z anglického Low Precipitation Supercell, nebo light precipitation supercell) – dešťové srážky bývají slabé, někdy ani neprší, i přesto mohou vypadávat obří kroupy.
- CS supercela, klasická supercela (z anglického Classic Supercell) – nejčastější ze všech druhů supercel, tornáda produkuje právě klasická supercela, často ji doprovázejí silná krupobití.
- HP supercela (z anglického High Precipitation Supercell, nebo heavy precipitation supercell) – bouře s dominantním sestupným proudem, často nabývá značných rozměru a působí hrozivým „těžkým“ vzhledem. HP supercely často přinášejí mimořádně prudké lijáky, silné vichřice, krupobití a někdy i tornáda.

Toto rozdělení ale nejde chápat jako pevně dané typy supercel, ale spíše jako jednotlivé body na celém plynulém spektru charakteru supercel.

### LP supercely
V bouři převládají výstupné proudy, sestupné jsou méně vyvinuté a nebo nevyvinuté. I přesto může být LP supercela doprovázena propady studeného vzduchu, tzv. microbursty, jež vedou k silným nárazům větru na omezeném území. Na pohled se může zdát, že z bouře nevypadávají srážky, ale často z ní mohou vypadávat i značně velké kroupy, ty jsou často jedinými srážkami, jež dopadají na zem. LP supercely často ukazují velmi fotogenickou strukturu a zejména při západu slunce a pohledu od jihu bývají velmi vděčným objektem fotografů. Vzhledem k absenci sestupných proudů netvoří příliš často tornáda, a když, tak povětšinou slabá.

### Klasické supercely
Bouře má velmi dobře vyvážen výstupný proud se sestupným, navíc sestupné proudy jsou dva. Čelní sestupný proud (FFD, front flank downdraft) vzniká obvykle severovýchodně od mezocyklony bouře a je doprovázen silnými srážkami. Týlový sestupný proud (RFD, rear flank downdraft) naopak bývá beze srážek a někdy vede i k rozpouštění oblačnosti, výjimkou je závěrečné stádium existence bouře, kdy mezocyklona okluduje srážky i do oblasti RFD. Klasické supercely jsou nejčastějším producentem tornád, ta vznikají zřejmě v důsledku interakce obou sestupných proudů s proudem výstupným, jež je nasáván do rotující mezocyklony bouře. Sestupné proudy a vzduch z nich z obou stran obklopují teplý vlhký vzduch vtékající do bouře a postupně zmenšují oblast, ze které může bouře tento vzduch nasávat. To vede k zužování rotující mezocyklony ve spodních hladinách, a tak i ke zrychlování rotace, výsledkem může být tornádo.

### HP supercely
Tyto bouře jsou někdy označovány za nejnebezpečnější druh supercel. Tornáda nejsou tak četná jako u klasických supercel, i přesto je jich však víc než u LP supercel. Síla tornád bývá redukována dominancí sestupných proudů v bouři. Jejich nebezpečí ale spočívá v tom, že jsou často obklopena hustým deštěm, a tak do poslední chvíle zůstávají ukryta před zraky možných obětí. HP supercely často nabývají hrozivého těžkého vzhledu, na jejich čele bývá monstrózní oblačná stěna či válec, tzv. oblak arcus (čteno arkus), hovorově v češtině tzv. húlavový límec, angl. shelf cloud. Pod ním nastává velmi výrazné setmění, obloha je nezřídka zabarvena v odstínech chladné zelené barvy, což dodává bouři na hrozivosti. Původně se zelené zabarvení oblačnosti vysvětlovalo přítomností krup v oblaku, ale novější práce naznačují, že příčina je ve vertikální mohutnosti oblaku, ale i poloha Slunce na obloze. Po přechodu oblaku arcus se spouští prudký liják s dohledností nezřídka jen několik desítek metrů či méně doprovázený navíc vichřicí a někdy i silným krupobitím, které může na zemi vytvořit i souvislou, silnou vrstvu krup. Tyto bouře často vedou k mimořádným srážkovým úhrnům a nárazům větru o síle orkánu. HP supercely rovněž mohou být součástí větších komplexů, popř. více HP supercel může vytvořit celou bouřkovou squall line. O squall line tvořené HP supercelami se ještě v nedávných letech tvrdilo, že ve střední Evropě se nemůže vytvořit. Případ derecha z 25. června 2008, kdy tyto bouře zasáhly nejen značnou část východu Čech, však naznačuje tuto možnost i na českém území.
Nebezpečné jevy doprovázející HP supercely:
- Intenzivní srážková činnost způsobující velmi nebezpečné sesuvy půdy, přívalové povodně, jež jsou zejména médii chybně označovány jako „bleskové povodně“.
- Mimořádně intenzivní elektrická aktivita. HP supercela je schopná během minuty vyprodukovat stovky, zřídka i tisíce blesků, které mají na svědomí mnoho škod a lidských životů.
- Mohutná krupobití. Kroupy o velikosti vejce nejsou výjimkou a způsobují velké škody na majetku.
- Tornáda, jež bývají často ukrytá v dešti, a tak o nich lidé do poslední chvíle nevědí.

Životnost supercely může být v extrémních případech i přes deset hodin, obvykle však bývá kratší.
Výskyt supercely ve střední Evropě je méně častý než v USA, ale v žádném případě není nepravděpodobný.